# Parque natural de Las Ubiñas-La Mesa
O parque natural Las Ubiñas-La Mesa é um parque natural situado no Principado de Astúrias (Espanha), na área central da cordilheira Cantábrica. Desde 11 de julho de 2012 é reserva da biosfera da Unesco.

## Descrição e história
Trata-se de um terreno de montanha e vales dentro dos concelhos asturianos de Teverga, Quirós e Lena. Em abril de 2013, apresenta-se uma proposição não de lei ante a Junta Geral do Principado para incluir os concelhos de Yernes y Tameza engloba assim um total de 35 793 hectares, em 2016 contínua sem ser efetiva dita inclusão.
Em outubro de 2014 aprova-se um novo instrumento de gestão integrado, pelo qual se unificam os regulamentos que afetam a diversos espaços naturais. O parque natural passa a estar regulado pelo Instrumento de Gestão Integrado da Montanha Central Asturiana.

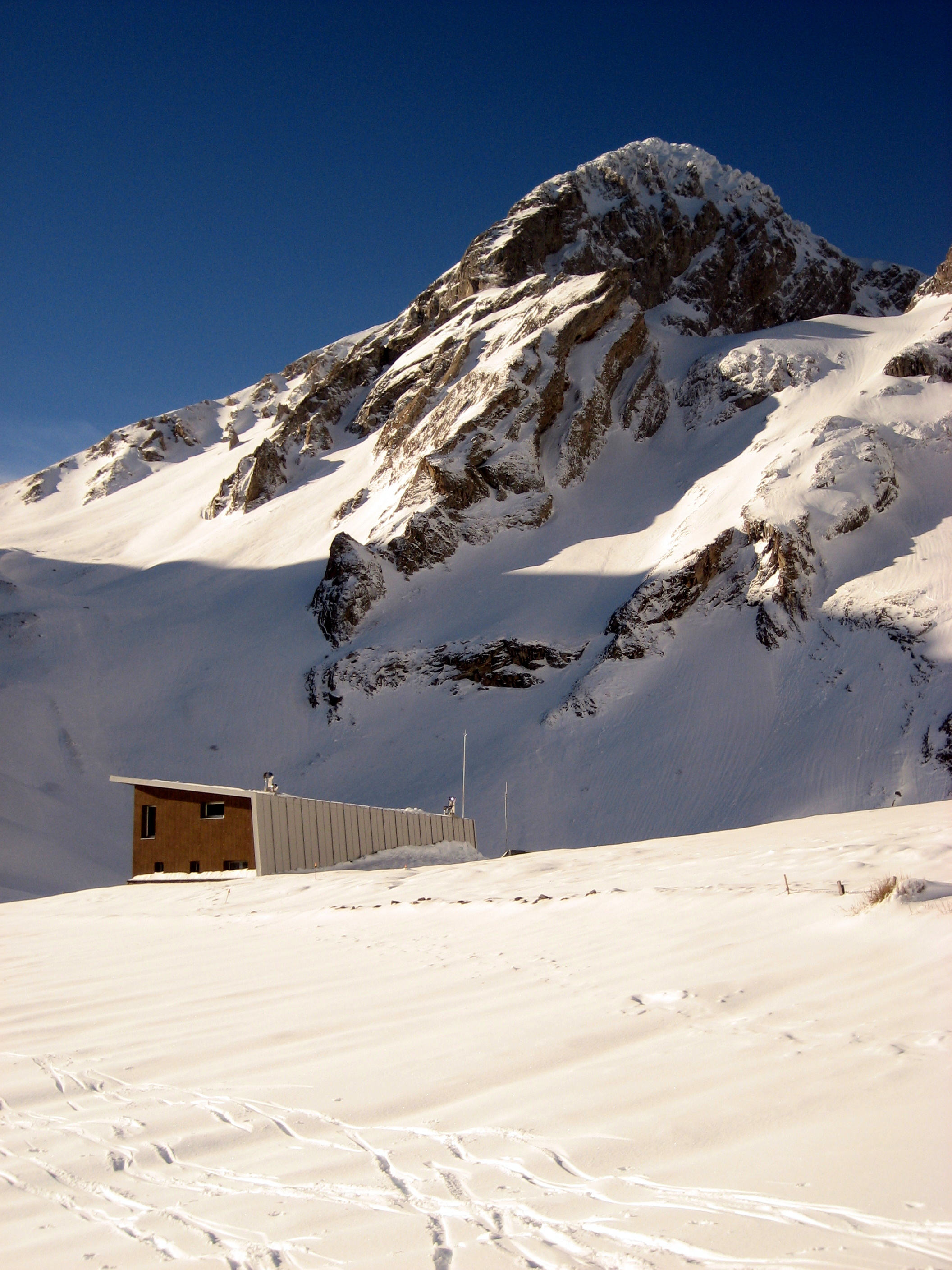
Refúgio do Meicín em Tuiza

A montanha caracteriza-se pelo maciço de Ubiña a mais de 2400 metros. (Picos do Fontán e Peña Ubiña com 2417 metros) e diferentes zonas de uma altura aproximada aos 2000 metros. Devido a isto dentro do parque se denota uma grande diferença de altitudes entre as diferentes zonas.
Os vales estão formados pelas bacias do rio Taja, o do rio Valdecarzana e o do rio Val de Sampedro ou rio Páramo, neste último está situada o monumento natural de Gruta Huerta.
- Reserva regional de caça de Somiedo
- Paisagem protegida de Peña Ubiña
- Declarado parcialmente Lugar de Importância Comunitária de Peña Ubiña
- Lugar de Importância Comunitária de Montovo-A Mesa
- Declarado parcialmente Zona de Especial Protecção para as Aves de Ubiña-A Mesa
- Paisagem protegida do Picu Caldoveiru
- Monumento natural dos Portos de Marabio

## Flora
Todo o parque é uma zona de grande diversidade e bom estado de conservação com um terço de sua superfície ocupada por bosques de alto valor ecológico e de uma antiguidade apreciáveis, destacando principalmente os fagus.
O dado mais destacado de maneira geral é que no área de influência do parque se encontram representadas onze das dezanove famílias existentes em Astúrias. Dentro desta riqueza distinguem-se três áreas diferenciadas:

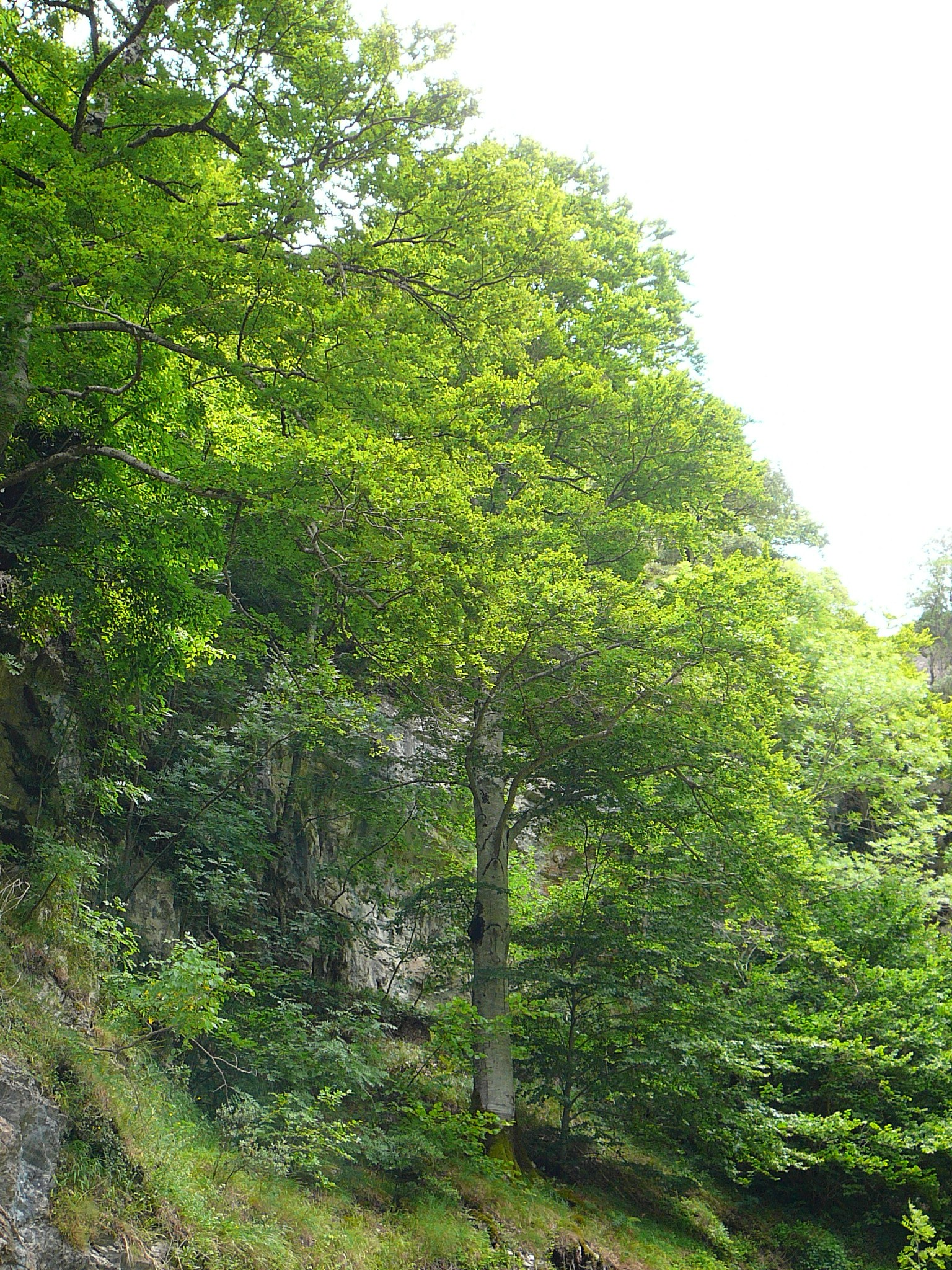
Fagus.

- áreas colinas (menor 700 m de altura);
- áreas montanhas (1700 - 1800 m de altura);
- áreas subalpinas (acima dos 1800 m).

A massa florestal do parque é esplêndida com bosques maduros de até oito tipos diferentes:
- fagus: o mais importante e representado, que ocupa o 75 % do parque;
- Carvalhos oligótrofos: Formados por carvalho albar, carvalho rosado, carvalho ou abedul;
- taxus;
- freixos;
- aceres;
- amiais.

Dentro do resto das formações vegetais que encontramos dentro do parque se podem diferenciar com terrenos de pasto e cultivo e matorais formados principalmente por juniperus, gaiubas e a laureola. Também existem zonas de azevinho, narciso de Astúrias, o narciso de trombeta e a genciana.
Menção aparte merece as zonas de vegetação de lagoas, que ainda que de pequena extensão têm grande riqueza ecológica. Estas zonas estão compostas por charcas, lagoas e turbeiras. Destas últimas destacam as da zona do lago El Llegu em Lena.

## Fauna
Devido à grande massa florestal o parque apresenta uma grande biodiversidade.

### Mamíferos
Destaca a presença do urso-europeu cantábrico, rei das espécies cantábricas. Dentro do parque podem-se encontrar espécies como o javali (Seus scrofa), a corça (Capreolus capreolus), o cervo ou veado (Cervus elaphus) e a camurça (Rupicapra pyrenaica).
Existem grande variedade de carnívoros como são o urso, lobo, raposa, marta, fuinha, gineta, gato-bravo, arminho, texugo, lontra e toupeira.
Dos pequenos mamíferos podemos destacar a lebre de piornal,
Os morcegos estão representados por oito espécies sendo o de maior interesse o morcego de gruta.

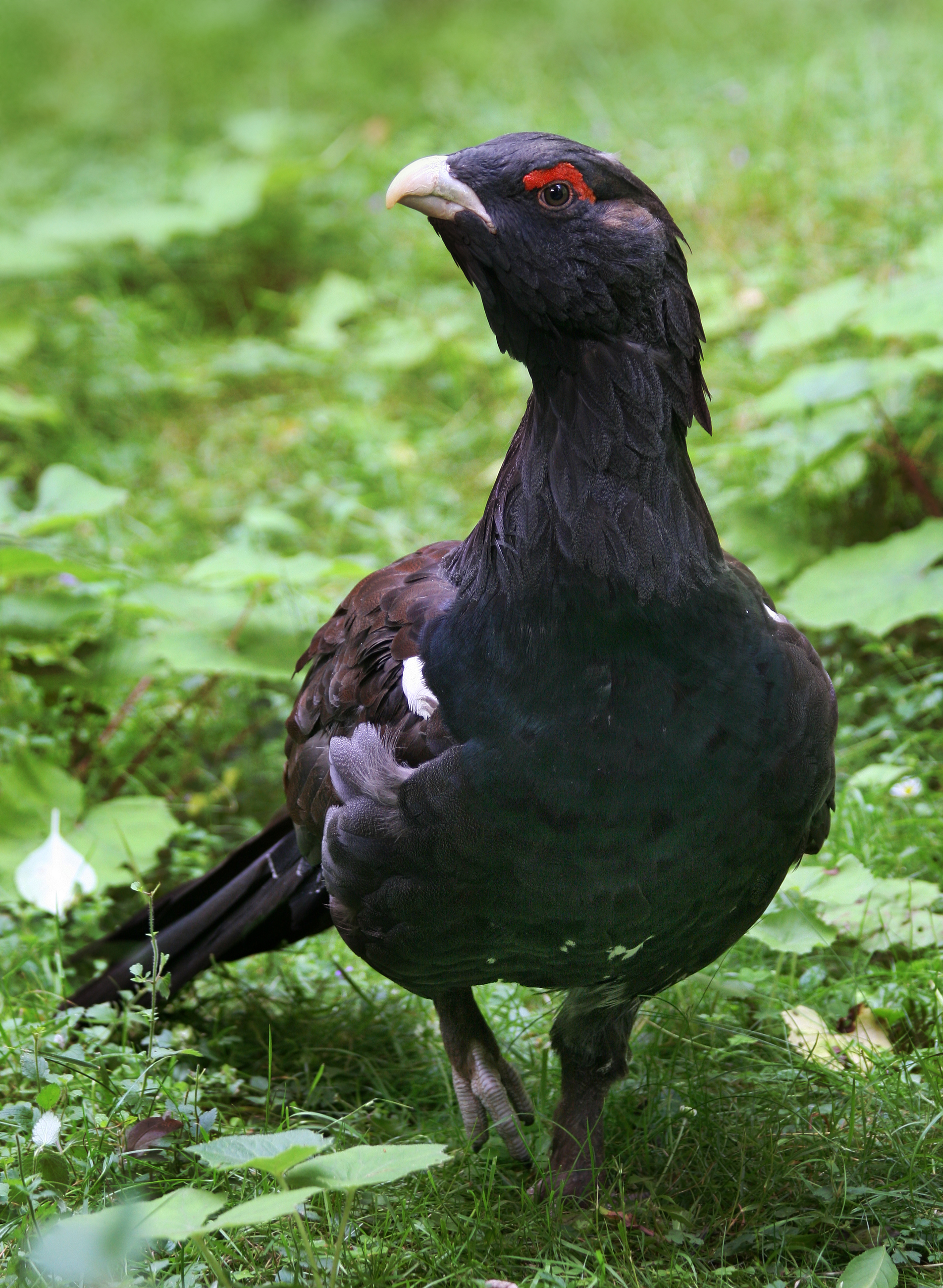
Urogallo

### Aves
Devido a dois das exclusividades do parque destacam dois tipos de aves sobre todas:
- as aves que habitam normalmente em zonas arborizadas como são o urogallo cantábrico, o bico médio, o pito negro ou o agateador nortenho.

- as aves que habitam a zona de alta montanha, com espécies adaptadas como o gorrião alpino, acentor alpino, collalba cinza, roqueiro vermelho, bisbita alpino, treparriscos ou a perdiz pardilha.

Dentro das aves pode-se destacar o abutre, a águia-real, o abutre-do-egito, o açor e o falcão-peregrino.

### Anfíbios
Dentro desta espécie pode-se destacar a rã-arborícola-europeia nos portos de Agueria e de rã comum no porto da Cubilla.

## Outros aspectos de interesse

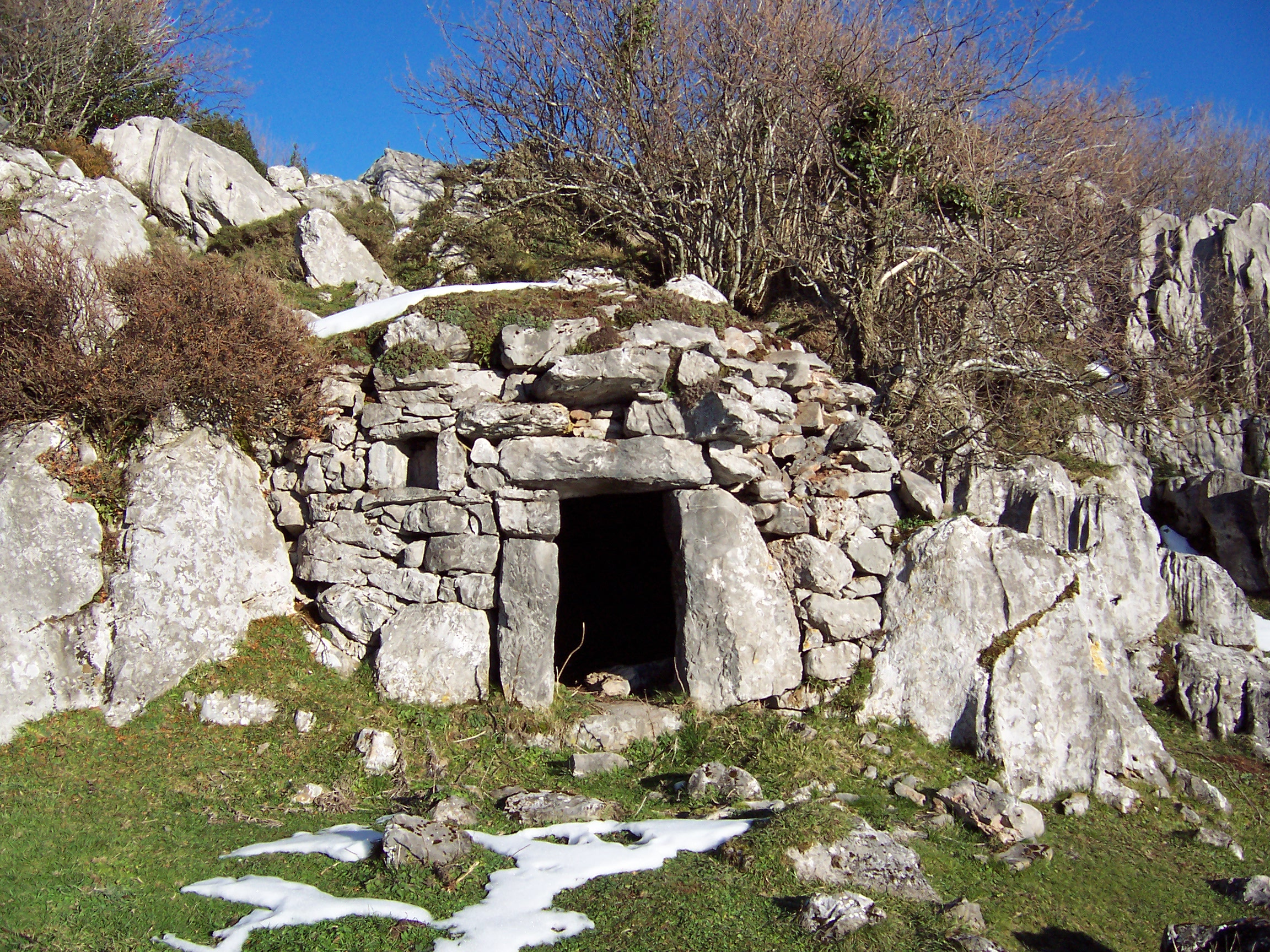
Desde o vale de Teverga, Pena Sobia em plena rota da Mesa

É uma zona de grande valor arqueológico, dos que destaca os Abrigos Rupestres de Fresnedo, próximos ao povo de Fresnedo (Teverga), os castros de Focella e Bairro (Teverga) ou Ricabo e El Collao (Quirós). Os locais vinculados à Via da La Carisa e as fortificações visigodas do Homón de Faro (Lena)
Nesta parque também está presente o Caminho Real do Porto de La Mesa, calçada romana assentada sobre uma senda já utilizada pelos primeiro povoadores da zona. O parque foi faz anos vitima de um devastador derrube que estragou um dos lugares mais bonitos deste espaço protegido asturiano.